# دق أب
دق‌ أب (بالفارسية: دق‌آب) هي قرية تقع في قسم تشناران الريفي (مقاطعة تشناران) في إيران.